# Агапит Печерский
Агапи́т Пече́рский (Безме́здник) (? — 1 июня 1095) — инок Киево-Печерского монастыря, врач безмездный.
Святой Русской православной церкви, почитается в лике преподобных, память совершается 14 июня (1 июня по юлианскому календарю) и 11 октября (28 сентября по Юлианскому календарю — Собор преподобных отцов Киево-Печерских Ближних пещер).

## Биография
Согласно Киево-Печерскому патерику Агапит был родом из Киева, принял монашеский постриг в Киево-Печерском монастыре ещё при жизни преподобного Антония (то есть не позднее 1073 г.).
Агапит, считающийся первым лекарем (врачом) Киевской Руси, прославился своей безмездной помощью больным, приобрёл большую известность исцелением трудно больных посредством молитвы и варёного былия (трава), которое давал больному. Согласно житию, исцелил черниговского князя — Владимира Мономаха.
Имевший большую практику и враждовавший с Агапитом врач-армянин, увидев многие исцеления посредством молитвы, перешёл в православие и принял монашество. Мощи Агапита почивают в Антониевых (Ближних) пещерах Киево-Печерской лавры.
Местная канонизация Агапита относится ко времени составления Киево-Печерского патерика (первая треть XIII века), общецерковное почитание началось после разрешения Святейшего Синода во второй половине XVIII века включать в общецерковные месяцесловы имена ряда киевских святых. Однако в современном Типиконе Русской Православной Церкви память преподобного Агапита не отмечена.

## Память
- В 1993 году была выпущена почтовая марка Украины, посвящённая Агапиту Печерскому.
- В честь Агапита Печерского назван храм Украинской православной церкви (Московского патриархата) в Донецке.
- В 2021 году в честь преподобного Агапита Печерского был освящён храм Киево-Печерской лавры[1].